# Renaissance bulgare
La Renaissance bulgare (Българско възраждане - Bãlgarsko vãzrajdane), dans une perspective universitaire Renaissance culturelle bulgare et dans une perspective nationaliste et protochroniste Renaissance nationale bulgare, est une période de l'histoire de la Bulgarie qui commence au milieu du XVIIIe siècle et se termine en 1878. Elle est marquée par la naissance de la conscience et du sentiment national bulgare moderne parmi les populations de langue bulgare de  l'Empire ottoman, sachant qu'elle ne toucha pas l'ensemble de ces populations, puisque les plus occidentales développèrent une identité nationale slavo-macédonienne, tandis que celles qui avaient embrassé la foi musulmane restèrent à l'écart du mouvement.

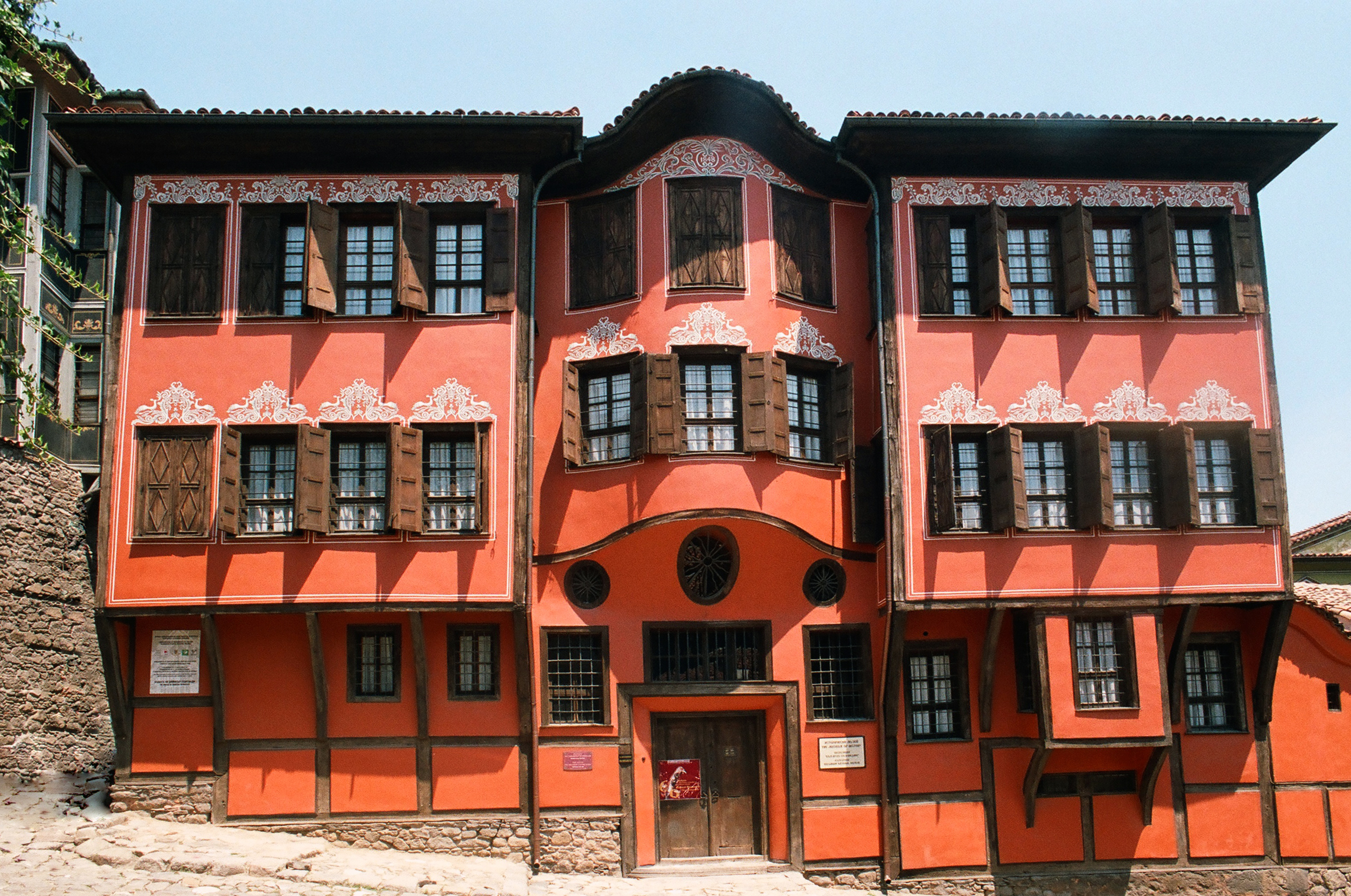
Musée d'histoire de Plovdiv.

## Le contexte

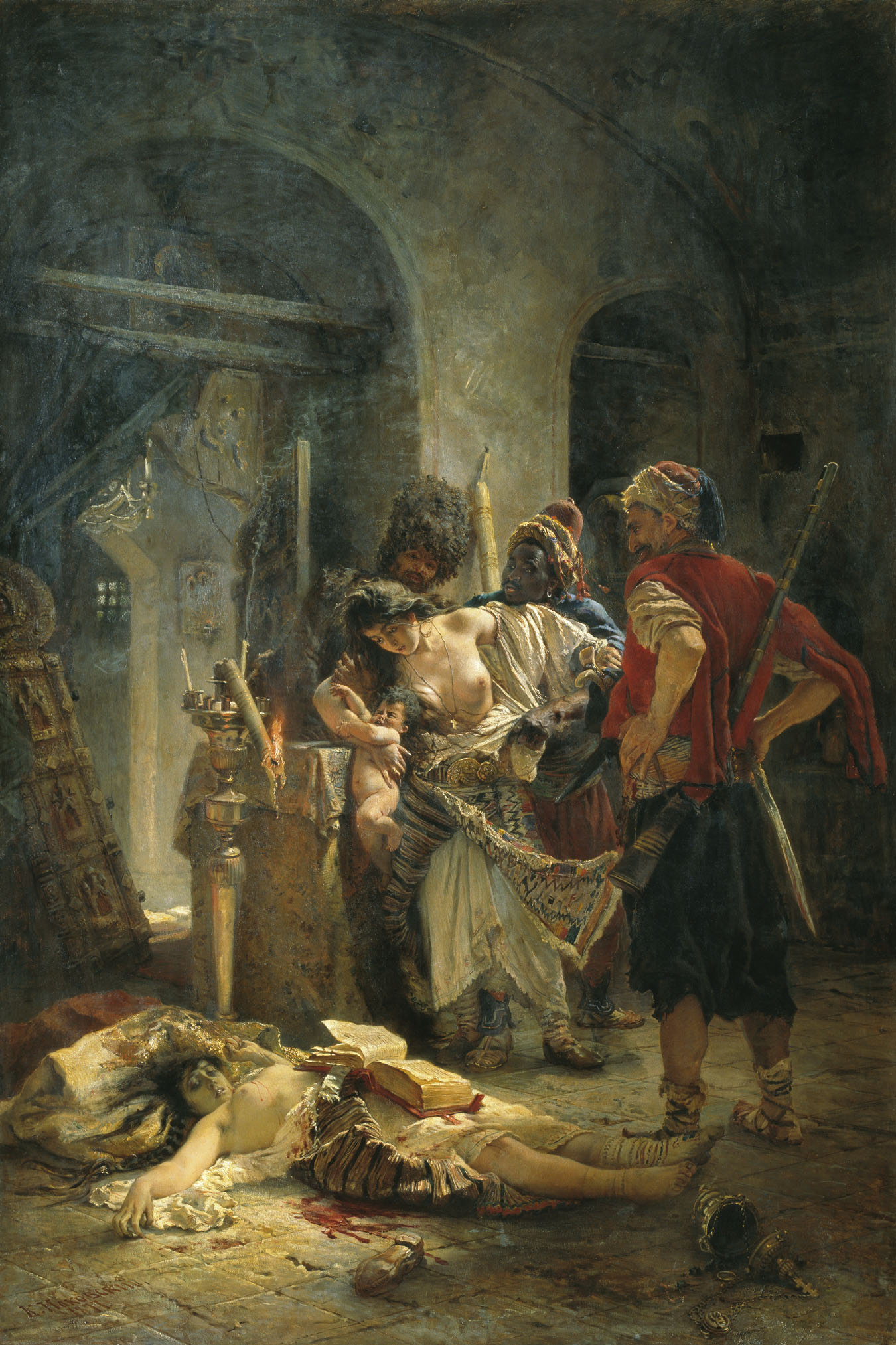
Conformément à la charia, les « nations confessionnelles » de l'Empire ottoman n'étaient pas égales en droits : les Bulgares chrétiens avaient un statut subalterne et ne pouvaient pas porter plainte contre des musulmans s'ils subissaient des violences de leur part (tableau de Konstantin Makovsky - Les martyres bulgares (1877).

Depuis la disparition en 1396 des États-successeurs du deuxième État bulgare (tsarats de Vidin et de Tarnovo, despotat de Dobroudja, principautés slavo-macédoniennes), l'ensemble des populations bulgarophones des Balkans vivent sous la domination de l'Empire ottoman. 
Les institutions ottomanes conformes à la loi islamique : statut de dhimmi, regroupement de tous les chrétiens orthodoxes en une seule « nation », Kharâj (double-capitation sur les non-musulmans) et devchirmé (Кръвният данък ou « impôt du sang » : enlèvement des garçons premiers-nés pour en faire des janissaires) visaient à effacer l'identité chrétienne des peuples soumis et à favoriser leur conversion à l'islam (ce qui, en Bulgarie, fut le cas des Pomaques).

## Le développement
Les historiens Khristo Gandev et Marin Drinov considèrent que dès avant la parution, en 1762, de l’Histoire slavo-bulgare écrite par Païssii de Hilendar (moine du monastère de Hilandar du Mont-Athos), les aspirations de toute la « nation » orthodoxe se manifestent. Le développement de ce mouvement s'effectue en quatre étapes :
- initialement, les Bulgares rebelles à la domination ottomane forment des groupes de haïdouks, équivalents des klephtes grecs, à mi-chemin entre le brigandage et le banditisme social et en outre, à partir de la fin du XVIe siècle, s'enchaînent les révoltes des populations bulgares à Prilep en 1565, autour d'Ohrid en 1575, de Kyoustendil en 1590, de Razgrad en 1595 ou de Veliko Tarnovo en 1598 par exemple[3] ;
- dans la deuxième étape, les militants de l'émancipation des chrétiens, toutes langues confondues, se regroupent au début du XIXe siècle dans des sociétés révolutionnaires secrètes comme la « Société des Amis », dont la devise est свобода или смърт ou ελευθερία ή θάνατος soit « la liberté ou la mort ». Cette deuxième période, « trans-nationale », prend fin avec les réformes de l'Empire ottoman, les débuts puis le succès de la guerre d'indépendance grecque et la révolution moldo-valaque dans les années 1820-1830 ;
- la troisième période va de ces années à la Guerre de Crimée (1853-1856) et se caractérise par la séparation linguistique des révolutionnaires, et par une orientation moins religieuse et plus nationale des identités et des aspirations : les comitadjis bulgares aspirent à recréer un grand état bulgare sur le modèle de ceux décrits par Païssii de Hilendar, les combattants de l'ORIM développent l'idée d'une autonomie macédonienne dans le cadre ottoman, tandis que les Grecs de leur côté, ayant obtenu l'indépendance de leur pays, aspirent seulement à l'agrandir. Toutefois, cette séparation ne les empêche pas encore de rester solidaires face à la domination turque. Durant cette période, Guéorgui Rakovski et d'autres révolutionnaires bulgares inspirés par l'esprit des Lumières, les idéaux de la « Société des Amis », la compassion pour la souffrance du peuple et l'indignation face à l'oppression ottomane, créent une société secrète à Svichtov, afin de collecter de l'argent pour acquérir des armes et d’espionner les troupes ottomanes, au profit du commandement militaire russe. C'est cette société secrète qui propose comme drapeau de la future Bulgarie les couleurs blanc, vert et rouge horizontales, inspirées du drapeau russe. Ces activités sont découvertes : Rakovski et ses camarades sont arrêtés et emmenés à Constantinople, mais réussissent à s’évader. Les membres de la Société secrète continuent de collecter des fonds, contribuant à hauteur de 20% à un centre culturel bulgare et à 80% à l’armement[4] ;
- la quatrième période va de la Guerre de Crimée à la proclamation de l'autonomie de la Bulgarie en 1878 : durant cette période, les divers mouvements deviennent clairement rivaux et s'affrontent parfois entre eux ; le côté religieux a complètement disparu et le côté national est devenu exclusif, en partie en raison du croisement dans les Balkans, des tendances panslaves soutenues par la Russie, pangermaniques soutenues par l'Autriche et l'Allemagne, panhelléniques soutenues par la France et panturques soutenues par l'Angleterre et l'Allemagne, chacune de ces grandes puissances instrumentalisant le nationalisme de l'un ou l'autre des peuples balkaniques[5].

## L'achèvement
La Renaissance nationale bulgare se concrétise en 1878, à l'issue de la guerre russo-turque de 1877-1878, par la signature du traité de San Stefano qui prévoit la création du royaume de Bulgarie moderne. Le traité prévoit un État bulgare englobant presque tous les locuteurs de la langue bulgare des Balkans. Mais seule la Russie soutient ce projet : les autres puissances cherchent à ménager l'Empire ottoman et, au Congrès de Berlin, créent deux états bulgares, séparés et vassaux à des degrés divers de la « Sublime Porte » : au nord du Grand Balkan une Principauté de Bulgarie qui s'auto-gouverne, mais doit verser tribut à Constantinople, et au sud du Grand Balkan la province ottomane partiellement autonome de Roumélie orientale. Les efforts politiques des Bulgares pour les réunir aboutissent en 1885, mais c'est seulement en 1908 que la communauté internationale, Turquie incluse, reconnaît l'indépendance du royaume de Bulgarie.

## Personnalités de la renaissance
- Païssii de Hilendar (1722-1773)
- Sophrone de Vratsa (1739-1813)
- Petar Beron (1799-1871)
- Nayden Gerov (1823-1900)
- Frères Miladinov : Dimitar (1810-1862) et Konstantin (1830-1862)
- Vasil Aprilov (1789-1867)
- Ivan Vazov (1850-1921)
- Elias Riggs (1810-1901)
- Neofit Rilski (1793-1881)
- Lyuben Karavelov (1834-1879)
- Vasil Levski (1837-1873)
- Khristo Botev (1848-1876)
- Georgi Benkovski (1843-1876)
- Stefan Karadja (1840-1868)
- Vasil Nikolov Drumev (1841-1901)
- Guéorgui Rakovski (1821-1867)
- Stefan Stambolov (1854-1895)
- Bacho Kiro (en) (1835–1876)
- Aleksandar Eksarh (1810-1891)
- Assen Vassiliev (1900-1981), historien de l'art spécialiste de la Renaissance bulgare.